# Zuzgen
Zuzgen (toponimo tedesco) è un comune svizzero di 886 abitanti del Canton Argovia, nel distretto di Rheinfelden.

## Monumenti e luoghi d'interesse

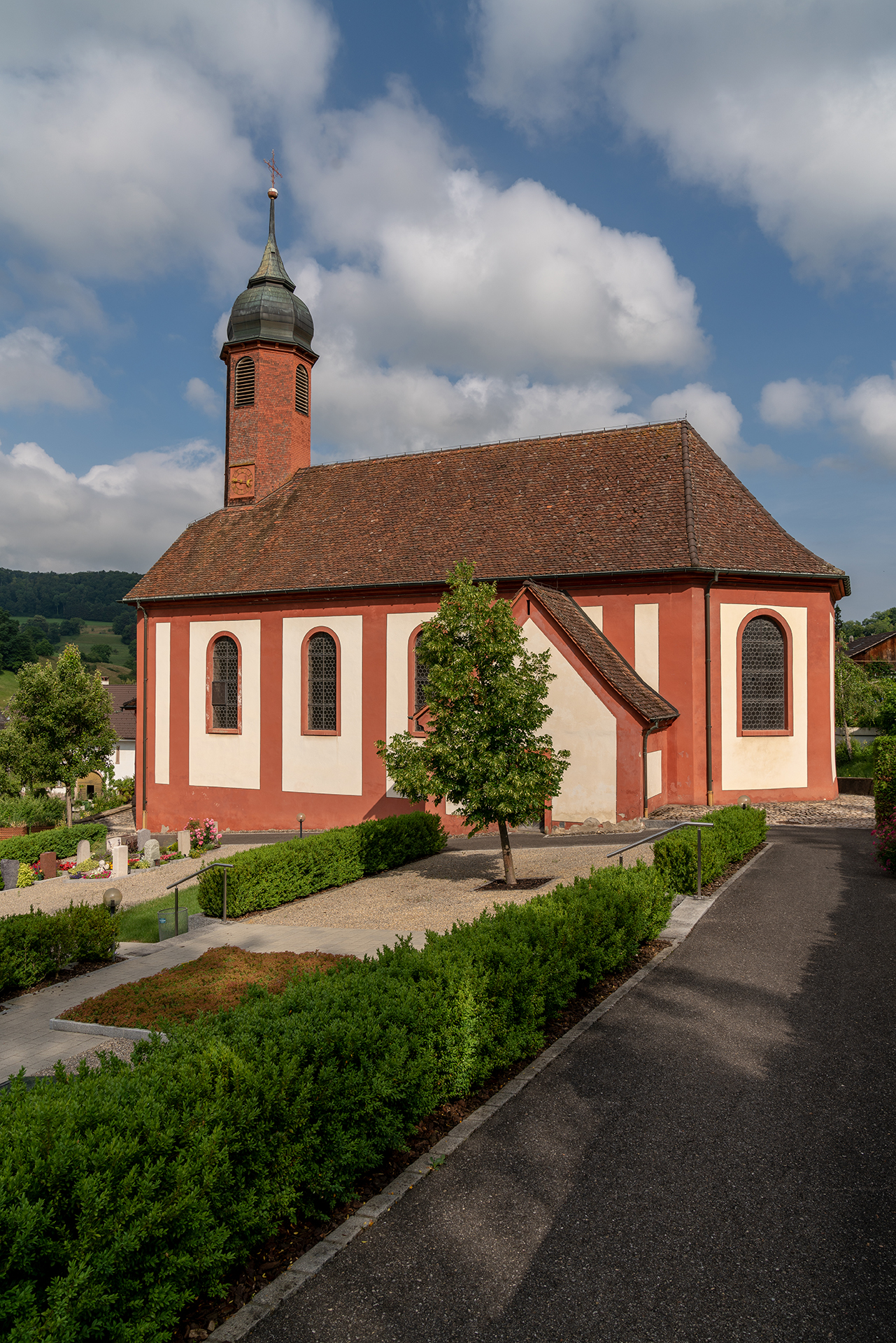
La chiesa cattolica cristiana di San Giorgio

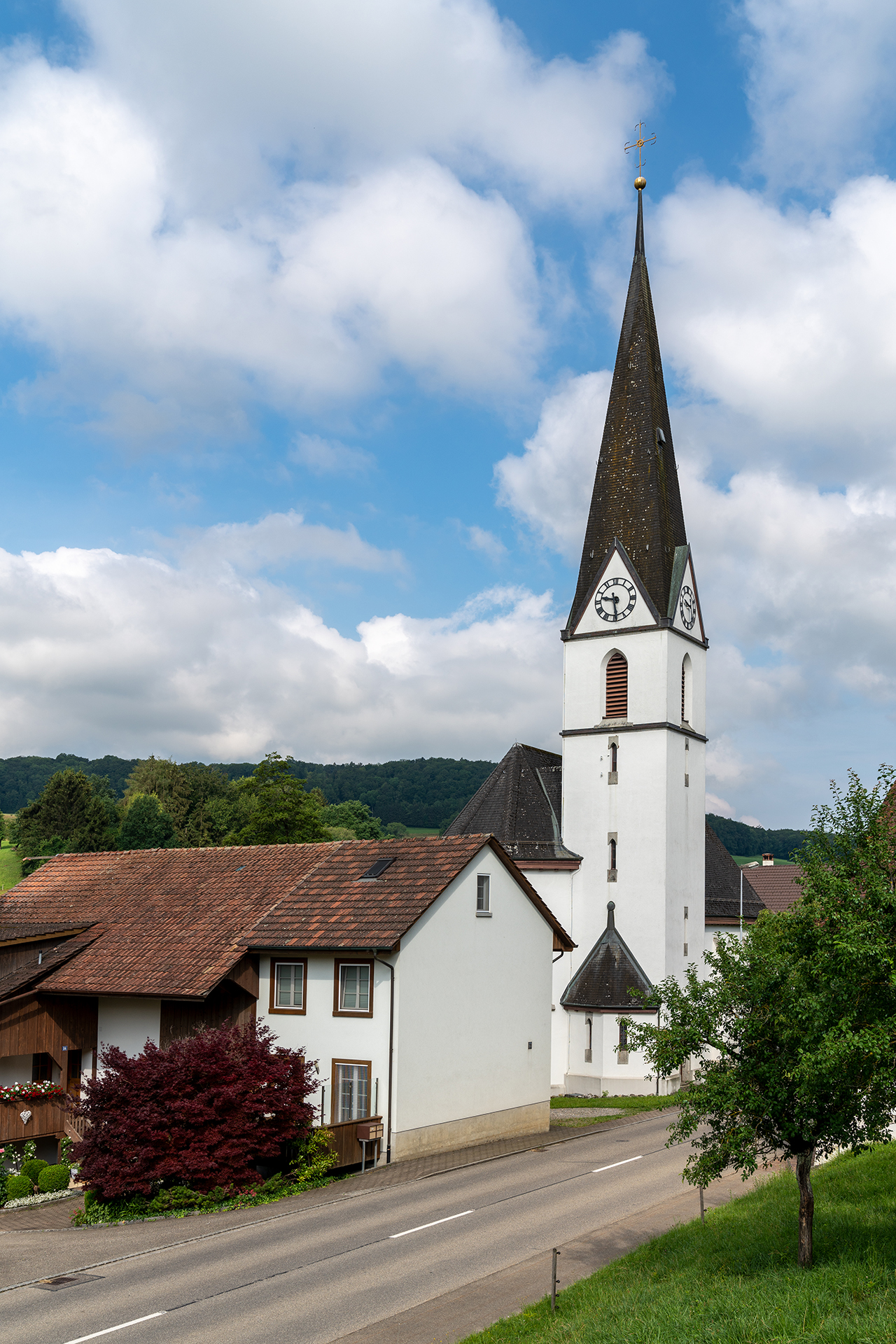
La chiesa cattolica di San Giorgio

- Chiesa cattolica cristiana di San Giorgio, attestata dal 1288 e ricostruita nel 1737-1738[1];
- Chiesa cattolica di San Giorgio, eretta nel 1900-1901[1].

## Società

### Evoluzione demografica
L'evoluzione demografica è riportata nella seguente tabella:
Abitanti censiti

## Amministrazione
Ogni famiglia originaria del luogo fa parte del cosiddetto comune patriziale e ha la responsabilità della manutenzione di ogni bene ricadente all'interno dei confini del comune.